# FOSB
FBJ murine osteosarcoma viral oncogene homolog B,又名為FOSB 或 FosB，是一個在人體中由FOSB 基因編碼（encoded）的蛋白質。
FOS 基因家族由四個成員組成：FOS、 FOSB、 FOSL1、和FOSL2。
 
這些基因組成（encode） 亮氨酸拉链（leucine zipper）蛋白質。這種蛋白質可以與JUN 這個蛋白質及其家族 (e.g., c-Jun、JunD) 二聚體化（dimerize），然後形成转录因子（transcription factor）綜合區－AP-1转录因子。
如同這些，FOS蛋白質就被表示成關於細胞增加、細胞差異化、細胞轉型的調節者。

FosB与其選擇性剪接形成的产物——“ΔFosB”和进一步剪接而成的“'Δ2ΔFosB”都参与到了骨硬化的过程之中，但 Δ2ΔFosB 没有已知的转录活化区域，无法通过AP-1 复合物影响转录过程。
現已知ΔFosB之端點銜接處的變化程度是發展並維持病理行為和神经可塑性的核心因素（充分且必要因素）。而病理行為和神经可塑性都參與了行為成癮（與自然酬賞相關）及藥物成癮的形成過程。

## 註解
1. ↑  原文：hese genes encode leucine zipper proteins that can dimerize with proteins of the JUN（英语：C-jun） family (e.g., c-Jun（英语：c-Jun）, JunD（英语：JunD）), thereby forming the transcription factor complex AP-1.
2. ↑  原文：As such, the FOS proteins have been implicated as regulators of cell proliferation, differentiation, and transformation.
3. ↑   註:

## 外部連結
- ROLE OF ΔFOSB IN THE NUCLEUS ACCUMBENS（页面存档备份，存于）
- KEGG Pathway – human alcohol addiction（页面存档备份，存于）
- KEGG Pathway – human amphetamine addiction（页面存档备份，存于）
- KEGG Pathway – human cocaine addiction（页面存档备份，存于）